# Glypta polita
Glypta polita là một loài tò vò trong họ Ichneumonidae.